# Италианска многопрофилна болница „Василиса Маргарита“
Италианската многопрофилна болница „Василиса Маргарита“, (на гръцки: Ιταλικό Γενικό Νοσοκομείο «Βασίλισσα Μαργαρίτα») е историческа сграда в македонския град Солун, Гърция, разположена на улица „Григориос Ламбракис“ № 13. Днес в нея се помещава Солунската инфекциозна болница.
Неокласическата сграда на Италианската болница „Василиса Маргарита“ е построена от видния италиански архитект Пиеро Аригони в 1894 година на тогавашната улица „Болнична“ (днес „Григориос Ламбракис“) в македонския град Солун, тогава в Османската империя. Построена е по поръчка на Националната асоциация за подпомагане на италианските мисионери. Първият директор на болницата е италианският лекар Фосколо, а медицински сестри са Сестрите на милосърдието от Италианския монашески орден.
През следващите години са направени някои промени по сградата от архитекта Виталиано Позели. В 1945 година сградата е конфискувана и в нея започва работа Солунската инфекциозна болница, местейки се за трети път от основаването си в 1912 година.
В 1984 година с указ сградата на болницата е обявена за паметник на културата.